# Nature
Nature – jedno z najstarszych i najbardziej prestiżowych czasopism naukowych. Ukazuje się jako ilustrowany tygodnik. Zostało założone przez Normana Lockyera. Pierwszy numer ukazał się 4 listopada 1869 roku – poruszone w nim tematy obejmowały m.in. zapylanie kwiatów kwitnących w zimie, spotkanie niemieckich przyrodników i lekarzy w Innsbrucku, stan podróżnika Davida Livingstone’a czy otwarcie Kanału Sueskiego. Aktualnie wydawcą „Nature” jest firma Nature Publishing Group, należąca do wydawnictwa Macmillan Publishers. Oprócz „Nature” wydaje ona także miesięczniki naukowe, prowadzi serwis internetowy news@nature.com oraz serwis rekrutacyjny Nature Jobs.
W przeciwieństwie do ogromnej większości czasopism naukowych, z reguły wysoko wyspecjalizowanych, tygodnik „Nature” opisuje odkrycia ze wszystkich dziedzin nauk przyrodniczych, inżynieryjnych oraz (rzadziej) ścisłych i ekonomicznych.
Czasopismo stosuje zasadę, że teksty powinny być zrozumiałe dla laików, ale nie powinny być nadmiernie upraszczane, tak jak w innych wydawnictwach popularnonaukowych. Prace zgłaszane do publikacji są poddawane ocenie niezależnych recenzentów. 
Od lat czasopisma z grupy Nature należą do najczęściej cytowanych na świecie (pod względem impact factor występują w pierwszej dwudziestce w światowych rankingach czasopism naukowych). Sam tygodnik „Nature” mieści się w pierwszej dziesiątce, a jego impact factor niemal się podwoił od 2000 do 2020 roku. 
| Rok  | Impact factor |
| ---- | ------------- |
| 2000 | 25,814        |
| 2005 | 29,273        |
| 2010 | 36,104        |
| 2015 | 38,138        |
| 2020 | 49,962        |